# Toninho Vieira
Antônio Carlos Pires Vieira, mais conhecido como Toninho Vieira (Ituiutaba, 22 de abril de 1959) é um ex-futebolista brasileiro.
Foi ídolo do Santos Futebol Clube.

## Carreira
Filho de Simião, ex-centroavante do Floresta de Uberlândia, começou a jogar futebol aos 9 anos e disputava campeonatos estudantis e municipais. Os garotos que se destacavam nessas partidas eram convidados por olheiros a fazer testes em equipes grandes de Minas Gerais, São Paulo e Rio de Janeiro. Bonifácio Machado, o Ditão, era um desses observadores de atletas e foi por meio dele que Toninho chegou ao Santos FC.
O volante tinha 14 anos quando passou pela primeira peneira no Santos FC. Foi reprovado devido à sua compleição franzina, mas não desistiu. No ano seguinte voltou ao clube, se submeteu novamente às avaliações, e desta vez obteve êxito. Na base do Alvinegro Praiano foi campeão santista (categoria de 14 a 16 anos) e campeão paulista (16 a 18 anos). Essas equipes foram o embrião dos Meninos da Vila.
Em 1976, teve sua primeira chance na equipe principal, em um amistoso diante do Marília, aos 17 anos. Em 1977 permaneceu nas divisões de base, e no ano seguinte, firmou-se no time principal, com a chancela do treinador Chico Formiga.
Foi um dos integrantes da geração conhecida como Meninos da Vila, campeã paulista em 1978. Ele lembra como se formou o selecionado campeão em 1978. “O time principal do Santos FC não estava apresentando bons resultados. Já a equipe da base estava indo muito bem. A torcida começou a pedir que a garotada fosse alçada ao profissional. E foi o que aconteceu”.
Em 1979, alcançou o maior número de jogos por temporada, atuando em exatos 50 partidas e assinalando 2 gols.
Em 1982, foi emprestado ao Santo André por 1 milhão de cruzeiros.
Retornou ao Santos no início de 1983, porém, logo acertou sua transferência para o EC Pinheiros do Paraná. Sua última partida aconteceu em 6 de março de 1983, no empate em 1x1 com o Moto Club no Castelão, em São Luís. Entre 1976 a 1983, fez 158 jogos pelo clube e marcou 6 gols.
No Pinheiros entrou para a história do clube quando marcou o primeiro gol do Estádio Érton Coelho de Queiroz, em sua inauguração no dia 7 de setembro de 1983.
Em 1985, se transferiu para o Barcelona do Equador, onde jogou por cinco anos, alcançando os títulos nacionais de 1985 e 1987.
Em 1989, encerrou a carreira e voltou ao Brasil. Comprou uma indústria de pesca em Iguape, que manteve até 2007. Nesse período formou-se em Direito e concluiu Pós-Graduação em Direito Desportivo.

## Títulos
Santos
- Campeonato Santista: (categoria 14 a 16 anos)
- Campeonato Paulista: (categoria 16 a 18 anos)
- Campeonato Paulista: 1978

Seleção Brasileira
- Torneio Internacional de Toulon: 1980

Barcelona
- Campeonato Equatoriano: 1985 e 1987